# 4. Sinfonie (Tschaikowski)

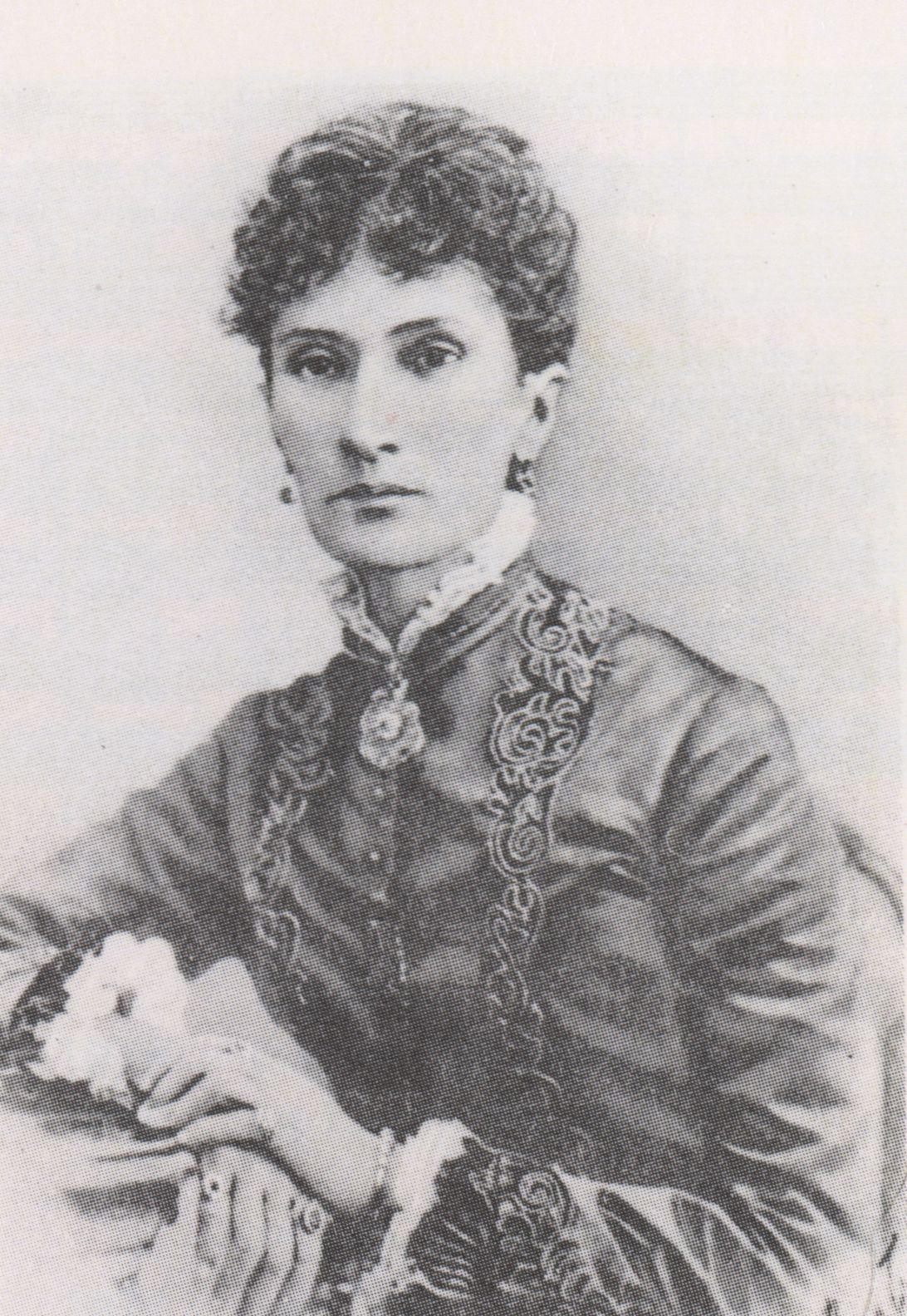
Nadeschda von Meck, Widmungsträgerin der Sinfonie.

Der russische Komponist Pjotr Iljitsch Tschaikowski schrieb seine Sinfonie Nr. 4 f-Moll op. 36 im Jahr 1877. Parallel zur Oper Eugen Onegin entstand die Sinfonie zu der Zeit, als Tschaikowskis Korrespondenz zu seiner Gönnerin Nadeschda von Meck begann und er unter der unglückseligen Ehe mit der Konservatoriumsschülerin Antonina Iwanowna litt. Tschaikowski schrieb „unsere Sinfonie“, die er im Januar 1878 vollendete, „à mon meilleur ami“ (auf Deutsch: „meinem besten Freund“; gemeint war Frau von Meck). Die Sinfonie wurde am 10. Februar 1878 in Moskau uraufgeführt; Dirigent war Nikolai Rubinstein.

## Aufbau der Sinfonie
1. Satz: Andante sostenuto – Moderato con anima – Moderato assai, quasi Andante – Allegro vivo
2. Satz: Andantino in modo di canzona
3. Satz: Scherzo: Pizzicato ostinato – Allegro
4. Satz: Finale: Allegro con fuoco

Die Besetzung der Sinfonie besteht aus Piccoloflöte, 2 Flöten, 2 Oboen, 2 Klarinetten, 2 Fagotti, 4 Hörnern, 2 Trompeten, 3 Posaunen, Tuba, Pauke, Triangel, Becken, Große Trommel und Streichinstrumente.
Tschaikowskis 4. Sinfonie, die dieser „mit echter Inspiration vom Beginn bis zum Ende“ sowie „mit Liebe und glühender Begeisterung“ schrieb, gilt unter Tschaikowskis Werken als das mit der größten autobiographischen Nähe (inwieweit sein eigenes Programm, das er an Frau von Meck schickte, für die Musik bindend ist, ist jedoch umstritten).
Zu Beginn des ersten Satzes (der laut Tschaikowski „den Kern der ganzen Sinfonie, ohne Zweifel ihren Hauptgedanken erhält“) verkündet die Fanfare der Hörner und Fagotte das unausweichliche Fatum. Das von einem Walzerthema und einem Klarinettensolo angedeutete Glück währt nur kurz. Reprise und Durchführung dieses Satzes werden eins.
Ein lyrisches Solo der Oboe leitet den zweiten Satz ein und wird vom Orchester aufgegriffen.
Ein Pizzicato der Streicher huscht durch den dritten Satz und wird in der Reprise von den Bläsern begleitet.
Über den dritten Satz bricht stürmisch der ein Volksfest schildernde vierte Satz ein. „Wenn Sie in sich selbst keinen Anlaß zur Glücksseligkeit finden, blicken Sie auf andere. Gehen Sie unter das Volk“, riet Tschaikowski. Unheil verkündend taucht das Fatum-Motiv des ersten Satzes wieder auf, doch kehrt, davon unbeeindruckt, die Volksfeststimmung wieder. „Freue dich an der Freude anderer – und das Leben ist doch zu ertragen“, schreibt Tschaikowski.
Im vierten Satz verarbeitet Tschaikowski ein Thema aus der Ouvertüre über drei russische Themen von Mili Alexejewitsch Balakirew.

## Wirkung
Frau von Meck schrieb an Tschaikowski ein Telegramm, aus dessen „Ton und Worten“ Tschaikowski entnahm, „dass Sie mit dem Werk zufrieden sind“. Tschaikowski zufolge berichtete Rubinstein, „daß die Sinfonie sehr gut gespielt wurde“, verlor aber „kein Wort über ihren Wert“.
Heute gehört die 4. Sinfonie zusammen mit der 5. Sinfonie und der 6. Sinfonie zu den beliebtesten von Tschaikowskis Sinfonien.
Die britische Rockband Pink Floyd zitiert auf ihrem Album Wish You Were Here (1975) eine kurze Sequenz aus dem 4. Satz. Bevor im Titelsong die Sologitarre einsetzt, ist die Sendersuche auf einem Radio zu hören, wobei zunächst menschliche Stimmen und dann der 3. und der 4. Takt vom Beginn des 4. Satzes in Orchesterbesetzung zu vernehmen sind.

## Diskografie (Auswahl)
- Leonard Bernstein, Boston Symphony Orchestra, 1957
- Jewgeni Mrawinski, Leningrad Philharmonic Orchestra, 1960
- Gennadi Roschdestwenski, Das Große Rundfunk-Sinfonieorchester der UdSSR, 1972
- Herbert von Karajan, Berliner Philharmoniker, 1976
- Michail Pletnew, Russisches Nationalorchester, DGG 459 596 CD 1996